# Dreamin’ Wild (Film)
1. WEITERLEITUNG Dreamin’ Wild – Ein Leben für die Musik